# طفل صغير من مانلي

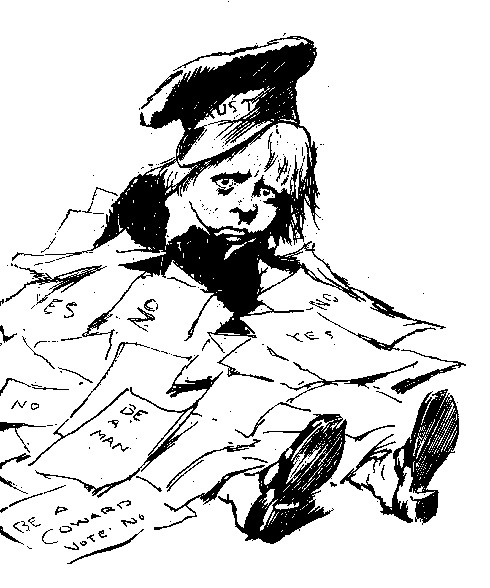
طفل صغير من مانلي، رسمها نورمان ليندسي أثناء استفتاء تجنيد 1916

الطفل الصغير من مانلي كان تجسيداً وطنياً لنيوساوث ويلز والتي أصبحت فيما بعد أستراليا، ابتكرها رسام الكارتون ليفينغستون هوبكينز ‏ ‏ من The Bulletin في أبريل 1885.